# السلم (يريم)

تعديل مصدري - تعديل

السلم محلة تابعة لقرية الذراع، التابعة لعزلة خودان بمديرية يريم إحدى مديريات محافظة إب في الجمهورية اليمنية.، بلغ تعداد سكانها 33 حسب تعداد اليمن لعام 2004.